# Stubbspik
Stubbspik (Cudoniella acicularis) är en svampart som först beskrevs av Pierre Bulliard (v. 1742–1793), och fick sitt nu gällande namn av Joseph Schröter 1893. Stubbspik ingår i släktet Cudoniella och familjen Helotiaceae.  Arten är reproducerande i Sverige. Inga underarter finns listade i Catalogue of Life.

## Källor

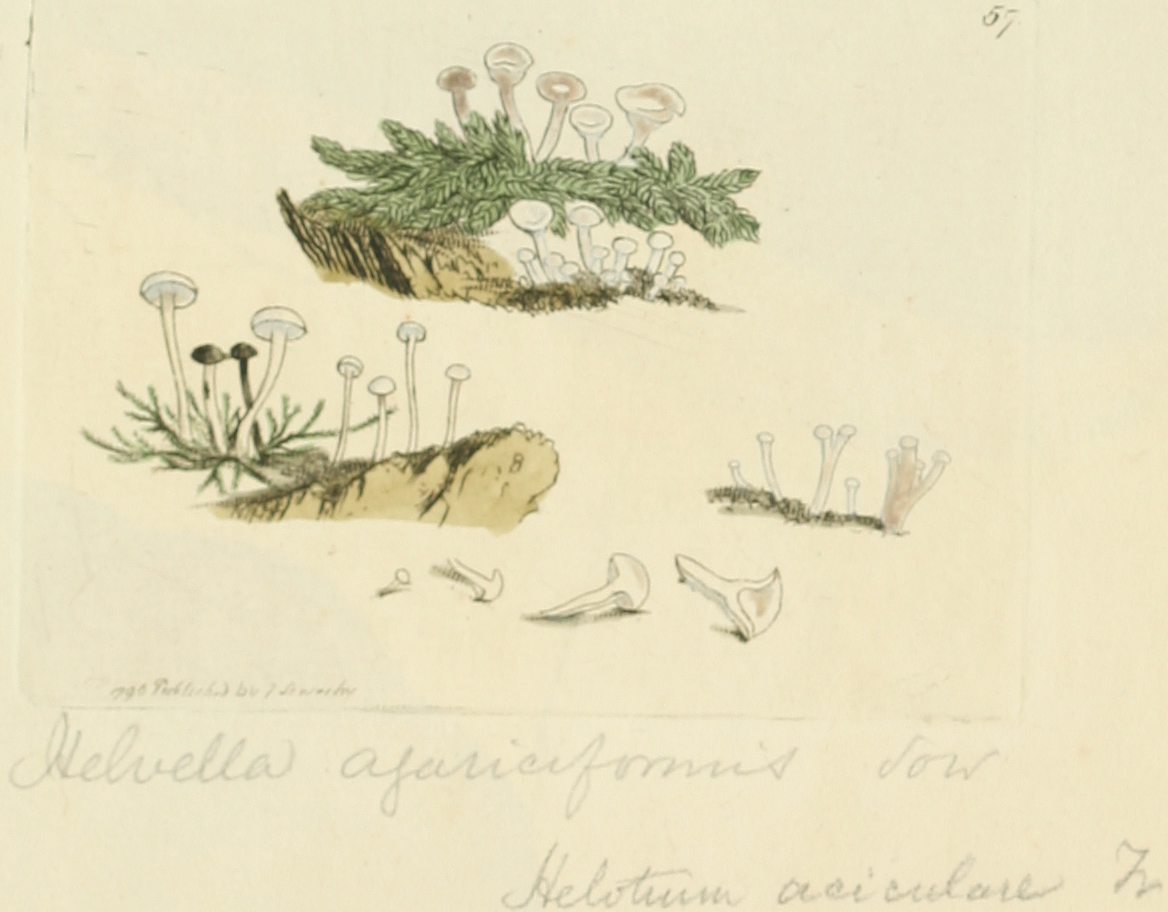
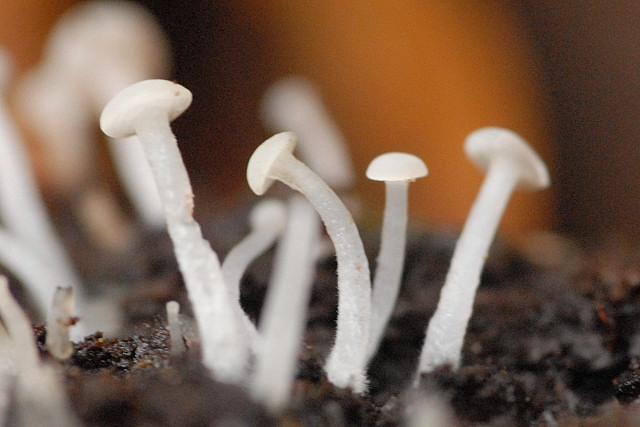
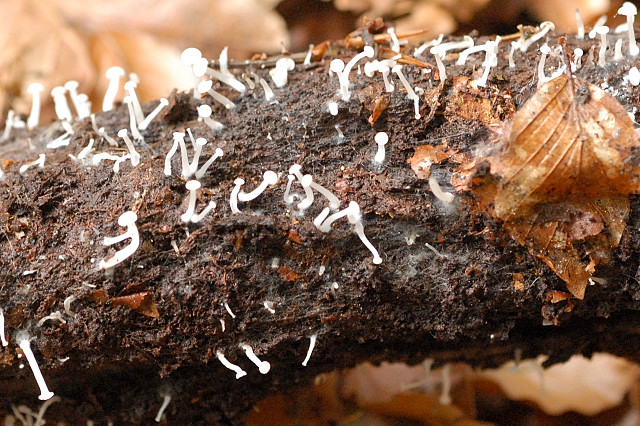